# هيلين همفريز
هيلين همفريز (بالإنجليزية: Helen Humphreys)‏ (13 يونيو 1961)؛ كاتِبة، شاعرة وروائية كندية.